# Velemér
Velemér è un comune dell'Ungheria di 102 abitanti (dati 2001). È situato nella contea di Vas. Nelle sue chiese si possono ammirare affreschi di János Aquila, artista ungherese della fine del '300.